# 中国民主建国会广西壮族自治区委员会
中国民主建国会广西壮族自治区委员会，简称民建广西壮族自治区委员会、民建广西区委、民建广西区委会、广西民建，是中国民主建国会在广西壮族自治区的地方组织。